# Penicillium italicum
Penicillium italicum Wehmer, 1894 è un fungo, appartenente alla famiglia delle Trichocomaceae, noto per essere un patogeno degli agrumi causandone l'imputridimento con formazione di muffa blu o grigio-verde.

## Descrizione
Cresce a temperature comprese tra i -3 °C e 32-34 °C, con una temperatura ottimale che ricade tra i 22-24 °C. Per la sua germinazione richiede un'attività dell'acqua minima pari a 0,87, mentre l'intervallo di pH a cui cresce è compreso tra 1,6 e 9,8. I conidi sono inizialmente di forma cilindrica, ma spesso tendono a diventare ellittici o subglobosi, di dimensioni di 4-5 x 2,5-3,5 µm; le fialidi sono cilindriche e lunghe 10-14 µm. Produce un caratteristico odore dovuto alla generazione di una serie di metaboliti volatili quali acetato di etile, isopentanolo, linalolo, isobutanolo, 1-ottene, butanoato di etile, 1-nonene e stirene. 
Penicillium italicum non ha mostrato alcuna tossicità nei confronti dei mammiferi.

## Fitopatologia
P. italicum penetra nel frutto attraverso le ferite, ma si diffonde anche per contatto tra frutti infetti e frutti sani dopo la raccolta, formando "tasche" di materiale in decomposizione all'interno dei contenitori. Prevale sul fungo Penicillium digitatum, la causa della cosiddetta muffa verde, a temperature inferiori ai 10 °C. La prevenzione si basa su un'attenta manipolazione e imballaggio dei frutti, sul trattamento con fungicidi, sulla sanificazione del luogo di imballaggio e sull'utilizzo di basse temperature durante il trasporto e la conservazione.